# Embuscade de Goumakoura
 (juillet 2025).
Motif : pas d'indice d'une notoriété pérenne, les sources datent toutes de la semaine de l'accrochage
- Archive Wikiwix
- Bing
- Cairn
- DuckDuckGo
- E. Universalis
- Gallica
- Google
- G. Books
- G. News
- G. Scholar
- Persée
- Qwant
- (zh) Baidu
- (ru) Yandex
- (wd) trouver des œuvres sur Wikidata

| 1. | Préciser le motif de la pose du bandeau. | Précisez le motif de la pose du bandeau en utilisant la syntaxe suivante : {{admissibilité à vérifier\|date=juillet 2025\|motif=remplacez ce texte par le motif}}                            |
| 2. | Informer les utilisateurs concernés.     | Pensez à avertir le créateur de l'article, par exemple, en insérant le code ci-dessous sur sa page de discussion : {{subst:avertissement admissibilité à vérifier\|Embuscade de Goumakoura}} |

Guerre du Mali
Batailles
L'embuscade de Goumakoura ou Goma Coura a lieu le 13 octobre 2016 pendant la guerre du Mali.

## Déroulement
Le 13 octobre 2016, un détachement de la garnison Nampala en mission de ravitaillement tombe dans une embuscade près du village de Goma Coura, situé entre Nampala et Diabaly,,. L'attaque débute lorsque deux véhicules, un camion-citerne et un véhicule de transport de troupes, sautent sur trois mines,. Des assaillants, au nombre « conséquent » selon le ministère malien de l'Intérieur, passent ensuite à l'attaque en tirant avec des roquettes et des armes automatiques. Des renforts sont ensuite dépêchés sur place pour secourir les blessés et ratisser la zone.

## Pertes
Selon des sources militaires de l'Agence France-Presse, l'attaque fait quatre morts et sept blessés dans les rangs de l'armée malienne,. Ce bilan est ensuite officiellement confirmé par le ministère malien de la Défense.
L'attaque est revendiquée le 15 octobre par Ansar Dine, qui affirme avoir tué quatre soldats, détruit deux véhicules et capturé deux autres, contre un « martyr » dans ses rangs,.